# John Bertram Askew
John Bertram Askew (16 de outubro de 1869 - 5 de fevereiro de 1929) foi um escritor e tradutor britânico, que traduziu algumas das obras de Karl Kautsky do alemão para o inglês .

## Vida
Askew nasceu em Edimburgo, na Escócia, filho dos pais ingleses Watson Askew, de Buckland, Portsmouth, e Sarah Robertson, de Londres. Ele foi educado em Eton e Christ Church, Oxford . "Foi difícil, a partir de suas próprias vagas alusões nos últimos anos, imaginar em que orgia de extravagância essa pessoa moderada e erudita poderia ter dissipado sua fortuna juvenil e se afastado de sua família." Em 1896, ele publicou Pros and Cons, uma compilação de pontos de vista de ambos os lados das controvérsias políticas atuais, que teve várias edições. Tornando-se socialista, foi morar na Alemanha, onde conheceu Friedrich Engels . A vida de Lenin de Trotsky o menciona como um associado de Londres .
Askew se separou de sua primeira esposa e, em junho de 1911, um tribunal alemão decidiu que o casamento foi dissolvido. Em 24 de abril de 1912, ele se casou com sua segunda esposa, Anna Wengels, de Berlim.
Askew morreu em Moscou . Após sua morte, a legitimidade de seu segundo casamento foi debatida como uma questão de conflito de leis nos tribunais britânicos.

## Funciona

### Traduções
- A Revolução Social e, No Morrow of the Social Revolution por Karl Kautsky . Londres: Twentieth Century Press, 1903.
- A ética e a concepção materialista da história de Karl Kautsky. Chicago: CH Kerr & Co.

### Outro
- Prós e contras: Um guia para leitores e debatedores de jornais sobre as principais controvérsias do dia (político, social, religioso, etc. ) , Londres: Swan Sonnenschein & Co., Limited, 1896.
- Der britische Imperialismus, Stuttgart: Dietz, 1914